# Глигор Муминовић
Глигор Муминовић (Крушево, 1948) срспки је пјесник, есејиста, рецензент, писац.

## Биографија
Рођен је 5. марта 1948. године у селу Крушеву, испод планине Вучево, на ушћу ријеке Пиве у Дрину. Основну школу је завршио у Црквичком Пољу на Пивској планини испод Дурмитора, гимназију у Фочи, српски језик и књижевност је студирао у Београду, а младе језику и књижевности учио у Градачцу од 1972. до 1992. године када због ратних дејстава прелази на подручје општине Модрича гдје учествује у одбрани Републике Српске и наставља своју просвјетну и културну дјелатност.

## Књижевни рад
Писао је сценарије за цијели низ друштвених и културних манифестација, објављивао пјесме, есеје, бесједе, рецензије, приказе књижевних дјела и кратке приче, уређивао листове и часописе Радост(у Градачцу), Савовање, Саборац и Видовдански годишњак (у Модричи). Цјелокупно стваралаштво могло би се подијелити на поезију, прозу, драму, есејистику, публицистику и методику наставе српског језика и књижевности.

## Дјела
- Завичајне јабуке, поезија
- Ђедовина, поезија
- Сијачи и сјемена, проза
- Божије давање, проза
- Туђина, драма
- Из историје књижевности: огледи, прикази, есеји
- Модрича у простору и времену, публицистички текстови
- Пером кроз вријеме и књиге
- Српски језик-приручник за ученике и наставнике
- Српски језик-збирка задатака
- Српски језик-припремање наставе
- Култура изражавања-узорци и вјежбе
- Лектира од шестог до деветог разреда